# Arvis Piziks
Arvis Piziks (Gulbene, 12 de septiembre de 1969) es un exciclista letón. Fue profesional de 1995 a 2003. Su victoria más preciada fue la consecución del Campeonato de Letonia de Ciclismo en Ruta en 2000.
Después de su carrera como corredor, se convirtió en entrenador del equipo de Letonia. En 2014 se convirtió en director deportivo ejerciendo dichas labores en el equipo Delko Marseille Provence.

## Palmarés
| 1991 - 1 etapa de la Vuelta a Lieja - 1 etapa del Tour de Hainaut 1992 - Cinturón a Mallorca - 1 etapa de la Vuelta a Suecia 1993 - Lancaster Classic - 2 etapas del Gran Premio Guillermo Tell 1994 - Gran Premio François-Faber, más 1 etapa - 1 etapa del Tour de Normandía - 1 etapa de la Vuelta a Suecia - 2 etapas del Circuito Franco-Belga - Internatie Reningelst 1996 - 1 etapa del Tour DuPont - 1 etapa del Tour de Limousin - 2 etapas del Herald Sun Tour 1997 - 3.º en el Campeonato de Letonia Contrarreloj | 1998 - 3.º en el Campeonato de Letonia Contrarreloj - 2.º en el Campeonato de Letonia en Ruta - 1 etapa del Drei-Länder-Tour - 1 etapa del Herald Sun Tour 1999 - 3.º en el Campeonato de Letonia Contrarreloj 2000 - 1 etapa de los Cuatro Días de Dunkerque - G. P. Aarhus - Campeonato de Letonia en Ruta 2001 - 2.º en el Campeonato de Letonia Contrarreloj 2002 - 2.º en el Campeonato de Letonia Contrarreloj - 2.º en el Campeonato de Letonia en Ruta |

## Resultados en Grandes Vueltas y Campeonatos del Mundo
| Carrera         | Carrera         | 1995 | 1996 | 1997 | 1998 | 1999 | 2000 | 2001 | 2002  | 2003 |
| --------------- | --------------- | ---- | ---- | ---- | ---- | ---- | ---- | ---- | ----- | ---- |
|                 | Giro de Italia  | —    | —    | —    | —    | —    | —    | —    | —     | —    |
|                 | Tour de Francia | 91.º | Ab.  | —    | —    | —    | 93.º | —    | 152.º | —    |
|                 | Vuelta a España | —    | —    | —    | —    | —    | —    | —    | —     | —    |
| Mundial en Ruta | Mundial en Ruta | —    | —    | —    | —    | Ab.  | Ab.  | —    | 99.º  | —    |

—: no participa
Ab.: abandono